# Vladímir Putiàtov
Vladímir Putiàtov   (Moscou, 24 de desembre de 1945) és un jugador de voleibol rus, ja retirat, que va competir sota bandera de la Unió Soviètica durant les dècades de 1960 i 1970.
El 1972 va prendre part en els Jocs Olímpics d'Estiu de Múnic, on guanyà la medalla de bronze en la competició de voleibol.
A nivell de clubs va jugar al SKA de Kíiv (fins al 1968) i CSKA Moscou (1969-1978), amb qui guanyà nou edicions de la lliga soviètica, de 1970 a 1978, i la Copa d'Europa de 1973, 1974, 1975 i 1977.